# Fatih Atık
Fatih Atık (Gleizé, 25 februari 1984) is een Frans-Turkse voetballer. Hij speelt sinds 2011 in het middenveld van de Franse tweedeklasser EA Guingamp.

## Erelijst
| Coupe de France | 1x | 2013/14 |